# 2002 FV6
2002 FV6, também escrito como 2002 FV6, é um objeto transnetuniano que está localizado no Cinturão de Kuiper, uma região do Sistema Solar. Este objeto é classificado como um cubewano. Ele possui uma magnitude absoluta de 6,8 e tem um diâmetro estimado com cerca de 192 km.

## Descoberta
2002 FV6 foi descoberto no dia 20 de março de 2002 pelos astrônomos B. Gladman, J. J. Kavelaars e A. Doressoundiram.

## Órbita
A órbita de 2002 FV6 tem uma excentricidade de 0,151 e possui um semieixo maior de 47,248 UA. O seu periélio leva o mesmo a uma distância de 40,102 UA em relação ao Sol e seu afélio a 54,395 UA.